# Premierløjtnant
Premierløjtnant er en militær officersgrad. Udnævnelsen til premierløjtnant i Danmark foregår automatisk enten ved færdiggørelsen af officersuddannelsen ved Hærens, Søværnets eller Flyvevåbnets Officersskole eller ved færdiggørelse af tjenesten som løjtnant.
Premierløjtnanter i en hær er for det meste delingsførere eller næstkommanderende i et kompagni, batteri eller eskadron.

Premierløjtnanter i Søværnet kan være vagtchef (styrmand) på en større enhed såsom skibe af Thetis-/Absalon-klassen eller fartøjschef på et patruljefartøj af Diana-klassen. I andre mariner er de typisk næstkommanderende på torpedobåde, kystubåde og minestrygere.
I Forsvarets Sundhedstjeneste vil reservelæger, reservetandlæger og reservedyrlæger af 2. grad bære premierløjtnantsdistinktioner. I Søværnet adskiller reservelægers og reservetandlægers distinktioner sig fra premierløjtnantsdistinktioner ved at have en ponceaurød (mørkerød) snor mellem de gyldne bånd. Flyvevåbnets læger, samlet kaldet flyverlæger, bærer en såkaldt flyverlægevinge på brystet. Hærens læger kan oftest ikke skelnes fra de øvrige officerer i hæren, dog er lægerne ved udsendelse til eksempelvis Afghanistan begyndt at bære en rød snor med teksten "medical" under distinktionen.
I Hærhjemmeværnet er en premierløjtnant næstkommanderende i kompagniet eller uddannelsesstøtteofficer, i Marinehjemmeværnet en halvflotillefører og i Flyverhjemmeværnet næstkommanderende i eskadrillen eller uddannelsesstøtteofficer.

Premierløjtnant-graden svarer til Flying Officer i RAF og Sub-Lieutenant i Royal Navy, men svarer til Lieutenant, junior grade i US Navy.
Den svarer i Deutsche Marine til Oberleutnant zur See. Søværnet oversætter dog deres 'premierløjtnanter' til Lieutenant.

## Danske gradstegn
- Hæren.
- Søværnet.
- Flyvevåbnet.